# Hidrometano
Los procedimientos químicos conocidos como inyección de hidrógeno en el combustible (en inglés, Hydrogen Fuel Injection, acrónimo HFI) son una serie de procesos que incluyen diversas tecnologías, como el uso de mezclas de hidrógeno/metano (hidrometano), o hidrógeno/octano para mejorar la combustión en motores convencionales, tanto diésel como gasolina, mediante la adición de hidrógeno al combustible o la generación del mismo generado por el propio motor gracias a la corriente producida por un alternador y un rectificador (transformador de corriente alterna en corriente continua).
A principios de los años 1970 el Jet Propulsion Laboratory de la NASA publicó investigaciones sobre las mejoras que producía el hidrógeno en la combustión de motores térmicos convencionales. El HFI es un sistema que genera hidrógeno sobre la marcha y lo añade al motor. Esto consigue mejorar la combustión; como consecuencia, se aumenta la potencia, se reduce el consumo y se contamina menos. También mejora el funcionamiento del motor al reducir los depósitos de carbonilla, que se producen por la combustión incompleta de los carburantes.
El sistema de generación de hidrógeno consume electricidad para la electrólisis. Su consumo es similar al que provoca el tener las luces encendidas, pero se ve compensado por la mejora en la combustión.[cita requerida]